# Hønsegås
Hønsegås (latin: Cereopsis novaehollandiae) er en andefugl, der lever i det sydlige Australien.